# Prodigiosin
Prodigiosin ist ein Stoffwechselprodukt (Sekundärmetabolit) bestimmter Bakterien, das eine charakteristische rote Farbe aufweist. Der Name dieser seit dem frühen 20. Jahrhundert bekannten Substanz leitet sich vom lateinisch-englischen „prodigious“ (wunderbar) ab.

## Vorkommen
Prodigiosin wurde zuerst in dem Enterobakterium Serratia marcescens nachgewiesen. Weiterhin sind Prodigiosin sowie auch strukturell ähnliche Stoffe (Derivate) in den marinen Bakterien Alteromonas rubra und Vibrio gazogenes und wenigen weiteren Bakterienarten nachgewiesen worden. In diesen Bakterien kann das Molekül einen passiven Transmembrantransport von Chloridionen übernehmen.

## Biosynthese
Chemisch gehört Prodigiosin zu den Tripyrrolen. Grundbausteine der Biosynthese sind Aminosäuren und Acetat, das heißt gegenüber der Biosynthese von Porphyrin wird Succinyl-CoA durch Acetyl-CoA ersetzt. Allerdings ist die Biosynthese dieses Moleküls auch nach jahrzehntelanger Forschung noch nicht vollständig verstanden.
Die Biosynthese erfolgt nicht unter allen Wachstumsbedingungen des Bakteriums. An der Regulation der Synthese ist cAMP beteiligt. Bei fallendem pH-Wert des Wachstumsmediums kippt die Farbe von rot nach grün um.

## Wirkungen
Auffälligste Eigenschaft des Prodigiosins ist die rote Farbe. Daher wurde ein Einsatz des biologisch erzeugten Pigments zur Färbung von Fasern vorgeschlagen.
Die Substanz hat Wirkungen gegen Mikroorganismen und gegen Tumorzellen sowie als Immunsuppressivum gezeigt und daher lebhaftes Forschungsinteresse geweckt.
Die Kolonien von prodigiosinbildenden Bakterien ähneln im Aussehen Blutstropfen und können beispielsweise auf verdorbenem Brot auftreten. Im Glauben an Blutwunder bzw. Hostienwunder richteten Katholiken im Mittelalter das Fronleichnamsfest ein.

## Strukturell verwandte Stoffe
Das mit Prodigiosin strukturverwandte Obatoclax hemmt das Protein Bcl-2 und wird für die Behandlung von Krebserkrankungen entwickelt.